# 송죽초등학교
송죽초등학교(松竹初等學校)는 대한민국 경기도 수원시에 있는 공립 초등학교이다.

## 학교 연혁
- 1987년 3월 1일 : 개교

## 참고 자료
- 송죽초등학교 - 한국교육학술정보원 학교알리미